# Haplopappus chryseus
Haplopappus chryseus là một loài thực vật có hoa trong họ Cúc. Loài này được (Kuntze) Cabrera mô tả khoa học đầu tiên năm 1971.